# Typhochrestus inflatus
Typhochrestus inflatus là một loài nhện trong họ Linyphiidae.
Loài này thuộc chi Typhochrestus. Typhochrestus inflatus được Konrad Thaler miêu tả năm 1980.